# Comuna Jornîșce, Illinți
Jornîșce (în ucraineană Жорнище) este o comună în raionul Illinți, regiunea Vinnița, Ucraina, formată din satele Jornîșce (reședința), Șevcenkove și Veazovîțea.

## Demografie
Componența lingvistică a satului Jornîșce
     Ucraineană (97,09%)
     Rusă (1,89%)
     Română (1,03%)
Conform recensământului din 2001, majoritatea populației satului Jornîșce era vorbitoare de ucraineană (97,09%), existând în minoritate și vorbitori de rusă (1,89%) și română (1,03%).